# فتاة بوند
فتاة بوند هي شخصية تمثل دور محوري وتفاعلي مع العميل جيمس بوند في رواية أو فيلم أو لعبة فيديو. أحيانًا ما يكون لتلك للفتيات أسماء مزدوجة أو التورية، مثل بوسي غلور أو بلنتي أوتول أو زينيا اوناتوب أو هولي غودهيد. لا توجد قاعدة ثابتة بشأن نوع الشخصية الذي ستكون فتاة بوند أو الدور الذي ستلعبه. قد تكون حليفة أو عدوًا لبوند، محوريًا في المهمة أو مجرد فتاة فاتنة وجذابة. هناك شخصيات نسائية مثل شخصية إم ، أو شخصية كاميل مونتيس ، عميلة استخباراتية بوليفية تتعاون مع بوند في كم من العزاء ، الذين ليسوا من اهتمامات بوند الرومانسية، وبالتالي لا يمكن اعتبارهن من فتيات بوند. ومع ذلك، الدور المحوري لشخصية أم في مؤامرة سكايفول يؤهلها كفتاة بوند أو امرأة بوند.

## قائمة فتيات بوند
قائمة جميع فتيات جيمس بوند بالترتيب الزمني، من أكثر من 50 عاما من سلسلة جيمس بوند. من هاني في فيلم دكتور، نو تعرف على جميع فتيات جيمس بوند الشهيرة، ابرز صفات فتاة بوند هي مصلحة الحب أو المغازلة بوند .
| اسم شخصية "فتاة بوند"                   | الممثلة الشخصية | جيمس بوند | ظهرت في فيلم بوند                                            | ملخص الشخصية | صورة الممثلة |
| --------------------------------------- | --------------- | --------- | ------------------------------------------------------------ | --- | ------------ |
| هاني رايدر (الصفحة بالإنجليزية !)       | أورسولا أندريس  | شون كونري | • فيلم دكتور نو (1962)                                       | أذهلت هاني رايدر جمهور السينما، حيث خرجت من البحر الكاريبي مرتدية بيكيني أبيض بسكين صيد كبير بجانبها. أثبتت أنها تحظى بشعبية كبيرة مع المعجبين وتمهيد الطريق لجميع الفتيات بوند القادمة. |              |
| سيلفيا ترنش                             | يونيس غايسون    | شون كونري | • فيلم دكتور نو (1962) • فيلم من روسيا مع الحب (فيلم) (1963) | ظهرت في أول فيلمين من بوند، قدمت سيلفيا ترنش نفسها في اللحظة التعارفية الأولى باسم "ترنش، سيلفيا ترنش". ومن ثم يقوم جيمس بمحاكاة الأسلوب ذاته وتقديم نفسه لها " بوند، جيمس بوند " لتصبح العلامة البارزة المصاحبة لسلسة أفلام بوند، مع مزحة أن بوند يذهب في مهمة كلما كنا في لحظات عاطفية. |              |
| الآنسة تارو                             | زينا مارشال     | شون كونري | • فيلم دكتور نو (1962)                                       | تعمل الآنسة تارو جاسوسة لحساب الدكتورة نو . وحصلت على وظيفة في منزل حكومي في كينغستون، جامايكا، حتى تتمكن من سرقة ملفات سرية تتضمن تفاصيل الدكتور نو وكراب كي آيسلاند. دعت بوند إلى منزلها، حيث وضعت مصيدة لاغتياله، إلا أن بوند يشتم رائحة شيء مريب ويتصل برجاله بالقبض عليها حتى يتمكن من وضع كمين للقاتل المحتمل . |              |
| تاتيانا رومانوفا (الصفحة بالإنجليزية !) | دانييلا بيانكي  | شون كونري | • فيلم من روسيا مع الحب (1963)                               | عملت تاتيانا رومانوفا في القنصلية روسيا السوفيتية في إسطنبول، وتم إجبارها من قبل روزا كليب عقيد سابق في وكالة سميش، والعميلة "رقم 3" في منظمة سبيكتر .في مهمة لإغواء جيمس بوند وقيادته دون أن يشعر إلى حتفة. ساعدت بوند في سرقة آلة فك شفرة ليكتور، ونجاتهما من قطار أورينت أكسيبريس . بعد محاولة اغتيال فاشلة قام بها دونالد " ريد " غرانت، حاولة كليب قتل بوند شخصيا، ولكن ولاء تاتيانا ساعد جيمس بوند للنجاة منها.      |              |
| زورا                                    | مارتين بيسويك   | شون كونري | • فيلم من روسيا مع الحب (1963)                               | أخذ رئيس المحطة في اسطنبول، كريم بك، بوند إلى معسكر الغجر، حيث يجد الفتاتان زورا وفيدا تقاتلان حتى الموت على رجل. يعتبر دور زورا أول أدوار الممثلة مارتين بيسويك السينمائية في عام 1963 ، التي ستعود بعد 3 سنوات لتلعب دور شخصية فتاة بوند أخرى في فيلم ثندربول. |              |
| فيدا                                    | أليزا غور       | شون كونري | • فيلم من روسيا مع الحب (1963)                               | انخرط فيدا وزورا في معركة شديدة، والخدش، ومحاولة خنق بعضهما البعض. تم كسر المعركة حتى عندما هاجم قاتل المخيم في محاولة لقتل كريم بك. بوند أنقذ حياة قائد المعسكر في هذه العملية، والذي بدوره قام بتكريم طلب بوند لإنهاء القتال. سعيدتان بيكون زعيمهما على قيد الحياة، فيدا وزورا استعدوا لبوند، الذي حصل على الترفيه عنهما في المساء.                                                                                      |              |
| بوسي غالوري                             | هونور بلاكمان   | شون كونري | • فيلم إصبع الذهب (1964)                                     | شخصية بوسي غالوري في رواية إيان فليمينغ الأصلية إصبع الذهب جيمس بوند لعام 1959 وفي فيلم يحمل نفس الاسم عام 1964. في الفيلم، لعبت مع هونور بلاكمان. ركضت السيدة غالور السيرك الطائر من الطيارات، اللائي استأجرتهن شركة Auric Goldfinger للسفر فوق Fort Knox وغاز الجنود، حتى يتمكن Goldfinger من الدخول إلى قبو الذهب. |              |
| جيل ماسترسون                            | شيرلي أستون     | شون كونري | • فيلم إصبع الذهب (1964)                                     | جيل ماسترسون هي الفتاة ذات الملابس الضيقة التي استخدمت المنظار وقطعة الأذن لمساعدة Auric Goldfinger على الغش في البطاقات. لقد اصطحبها بوند في اللعبة، للابتزاز غولدن فينغر معًا بخسارة أمواله. بعد أن استمتعت بعدد قليل من زجاجات Dom Perignon مع بوند، قُتلت Masterson على يد Oddjob في Goldfinger ، انتقاما من خيانتها. استيقظ بوند ليجدها مغطاة من الرأس إلى أخمص القدمين بالطلاء الذهبي..                                |              |
| تيلي ماسترسون                           | تانيا ماليت     | شون كونري | • فيلم إصبع الذهب (1964)                                     | حاولت تيلي ماسترسون اغتيال Auric Goldfinger انتقاما لمقتل شقيقتها جيل. مع الرماية الرديئة لها، غاب عن بوند وأطلقوا النار عليه تقريبا، والتي كانت مهتمة بها بشدة. اشتعلت بوند مع تيلي مرة أخرى وأحبطت أخرى من محاولاتها لقتل أصبع الذهبي. في هذه العملية، طاردهم قتلة أصبع الذهبي، وقُتل Tilly على يد قبعة Oddjob الفولاذية.                                                                                                 |              |
| بونيتا                                  | ناديا ريغين     | شون كونري | • فيلم إصبع الذهب (1964)                                     | في تسلسل Goldfinger المثير قبل اللقب، يحبط بوند مؤامرات بارون الهيروين ويفجر عملياته بالمتفجرات البلاستيكية. قبل المغادرة، يعتني بوند ببعض الأعمال غير المكتملة، للاستحمام مع بونيتا. تبين أن الرحلة فخ، حيث تغوي بونيتا بوند حتى يتمكن أتباعه من ضربه دون وعي. يرى بوند الانعكاس في عيون بونيتا، وتُطرق على رأسها بينما يتعرض أهل المنقار للصعق بالكهرباء في الحمام. "صدمة. صدمة إيجابية" تصريحات بوند قبل مغادرته الغرفة. |              |
| دينك                                    | مارغريت نولان   | شون كونري | • فيلم إصبع الذهب (1964)                                     | مارغريت نولان لعبت دور الفتاة الذهبية في تسلسل اللقب والإعلان السابق للنشرة الذهبية. ومع ذلك، فإن المنتجين اختاروا في النهاية شيرلي إيتون للعب جيل ماسترسون، وحصل نولان على دور أصغر بكثير من مدلكة دينك بجانب حمام السباحة. يظهر دينك وهو يقوم بتدليك بوند، لكن عليه أن يغادر عندما يصل فيليكس ليتر إلى "حديث الرجل". |              |